# Alphonse Neyens
Alphonse Neyens, né le 7 janvier 1886 à Consdorf (Luxembourg) et mort le 3 septembre 1971, est un avocat et homme politique luxembourgeois, membre du Parti de la droite (RP).

## Biographie
Avocat-avoué au barreau de Luxembourg, il fonde en 1903 la Katoholischer Volksverein (en français : Association populaire catholique). C'est au sein de cette association qu'il devient un brillant orateur à l'occasion des conférences qui y sont organisées.
Alphonse Neyens siège brièvement à la Chambre des députés de 1914 à 1915 pour le canton de Wiltz.
Du 28 septembre 1918 au 19 mars 1925, Alphonse Neyens est Directeur général des Finances — soit l'équivalent de ministre de nos jours — dans le gouvernement dirigé par Émile Reuter,.

## Décoration
- Officier de l'ordre de la Couronne de chêne[4] (promotion 1932)